# Elias Frondin
Elias Frondin, född 1686 (dop 28 november) i Östervåla socken, död 11 januari 1761, var en svensk professor, rektor för Uppsala universitet och kammarråd.
Elias Frondins far Erik Frondin var kyrkoherde i Östervåla socken, Fjärdhundra, och modern Margaretha Rhalambia var dotter till kyrkoherden Elias Erici Rhalambius, av samma släkt som professor Elias Magni Rhalambius och tillhörande Bureätten. Elias Frondin disputerade på Uppsala universitet 1707 för Hemming Forelius, och 1710 för Johan Upmarck Rosenadler med avhandlingen Specimen politicum de æquilibrio statuum Europæ, och blev sistnämnda år filosofie magister. 1718 blev han docent i filosofi. Frondin spelade violin i det Collegium musicum som regelbundet träffades hemma hos director musices Eric Burman 1726/1727.
Han gifte sig med Gunilla Rommel som var dotter till akademiräntmästaren Berge Rommel. 1721 efterträdde Elias Frondin sin svärfader i den befattningen. Han utsågs sedan 1730 till professor i historia, en tjänst han hade i sjutton år innan han begärde avsked och då fick titeln av kammarråd. Han var rektor för universitetet 1736 och 1740. Med Frondin som preses lades ett trettiotal avhandlingar fram. 
Frondin fick tre barn. Sonen Berge Frondin var adjunkt vid Kungliga Vetenskaps-Societeten i Uppsala, och dottern Margareta Katarina var först gift med häradshövding Lars Braunersköld och sedan med sin kusin Daniel Melanderhjelm. Berge Frondins dotter var gift med Jacob Axelsson Lindblom, och blev stammoder till ätten Lindersköld.